# Signiphora
Signiphora är ett släkte av steklar. Signiphora ingår i familjen långklubbsteklar.

## Dottertaxa tillSigniphora, i alfabetisk ordning[1]
- Signiphora aleyrodis
- Signiphora aspidioti
- Signiphora bifasciata
- Signiphora borinquensis
- Signiphora citrifolii
- Signiphora coquilletti
- Signiphora desantisi
- Signiphora dipterophaga
- Signiphora euclidi
- Signiphora fasciata
- Signiphora fax
- Signiphora flava
- Signiphora flavella
- Signiphora flavopalliata
- Signiphora frequentior
- Signiphora giraulti
- Signiphora hyalinipennis
- Signiphora insularis
- Signiphora louisianae
- Signiphora lutea
- Signiphora maculata
- Signiphora maxima
- Signiphora merceti
- Signiphora mexicana
- Signiphora noacki
- Signiphora perpauca
- Signiphora polistomyiella
- Signiphora rectrix
- Signiphora rhizococci
- Signiphora thoreauini
- Signiphora townsendi
- Signiphora tumida
- Signiphora unifasciata
- Signiphora woolleyi
- Signiphora xanthographa
- Signiphora zosterica